# Колинз, Скотт
Скотт Колинз (англ. Scott Kolins, род. 1968) — американский иллюстратор, сценарист научно-фантастических комиксов и создатель множества различных супергероев. Известен в первую очередь как художник, но, также является хорошим колористом и контуровщиком. Кроме того, автор нескольких сценариев для комиксов.

## Биография
Колинз начал интересоваться созданием комиксов в возрасте 10 лет, в конце 1970-х годов, будучи заядлым их читателем. В 1991 году он поступает в Школу Джо Куберта в Довер, Нью-Джерси, где обучается в течение 2-х лет.
На творчество Колинза оказали влияние такие создатели комиксов, как Барри Виндзор-Смит, Майкл Голден, Джек Кёрби, Майк Миньола и Фрэнк Миллер.

Эти пять художников учили меня чему-нибудь каждый раз, когда я смотрел на их работы и «слушал» рассказываемые ими истории. Каждый из них имеет свой собственный яркий стиль изложения. То, как они делали их работу говорит мне о том, как делать свою собственную.
Оригинальный текст (англ.)These five are the core artists who teach me something almost every day when I look at their work and 'listen' to their 'storytelling voices'. They each have a pronounced style of conveying a story. Something about how they do it works for me and informs me on how I want to do it.

Также, в числе значимых для себя художников, Скотт называет Фрэнка Фразетта, Билла Ваттерсона, Альфонса Муха, Патрика Нагеля, Бева Дулиттла, Джона Уильяма Уотерхауса и Лоуренса Альма-Тадема.

## Карьера
В 1980-е годы Скотт работал под началом Деннис Дженсен, и, далее, под началом Кима Демулдера и Барта Сирса.
После обучения в Школе Куберта, Скотт получил работу в Valiant Comics, а чуть позже перешёл в Marvel Comics.
В 2007 году Колинз заявил, что уходит из Marvel и упомянул о возможных совместных проектах с Джеффом Джонсом.

### Стиль
Колинс получил репутацию очень быстрого, и, в то же время внимательного к деталям художника. Очень часто он работал одновременно над несколькими комиксами. Его в секрет в том, чтобы, как он сам выразился «отложить в сторону пульт от телевизора и Game Boy». Он также заявлял, что может создавать в среднем одну книгу в месяц, и у него ещё останется немного свободного времени чтобы отдохнуть. Больше всего Скотт Колинз известен как художник, при этом он придерживается модного стиля «жёсткого карандаша» (англ. tight penciling), когда этап контуровки для получения итогового рисунка сводится к минимуму. Рисунок, получаемый от художника, уже содержит почти все детали, штриховку и акценты, обычно добавляемые контуровщиком. Начиная со своей работы над серией о Флэше, Коллинс стал использовать в рисунке меньше теней, и меньший набор вариантов толщины линий, при этом больше уделяя внимания игре на цветовых контрастах. Такая практика делает рисунок более «чистым». Для устранения «пустоты» в рисунке, Колинс разработал собственные правила детализации задников.
В дополнение к своим навыкам художника и контуровщика, Скотт изучает искусство колориста. Каждый комикс имеет свою специфику, и Колинз старается в каждом использовать наиболее подходящие для него нюансы своей техники.
В 2003 году Скотт Колинс был приглашен на вручение премии Wizard Fan Awards в номинации «Favorite Breakout Talent» за работу над серией о Флэше по многочисленным восторженным отзывам поклонников.

### Персонажи
- Peek-a-Boo[англ.] — суперзлодейка DC Comics, член «Wally West’s Rogue’s Gallery». Впервые появляется во «Флэш» (том 2) #180, выпущенном в январе 2002 года. Персонаж создан в соавторстве с Джеффом Джонсом.
- Iron Maniac[англ.] — злодей Marvel Comics созданный в соавторстве со сценаристом Робертом Киркманом. Является злым аналогом Тони Старка, в альтернативной Вселенной Marvel. Впервые появляется в «Marvel Team-Up» (том 3) #2, опубликованном в 2006 году. Доспехи персонажа очень похожи на костюм Доктора Дума, за исключением маски, более похожей на ту, которую носит Железный человек.
- Gear[англ.], (I.Z.O.R.) — супергерой DC Comics, член «Легиона супергероев». Является одним из Линснариан (англ. Linsnarian), расы гуманоидных органических машин. Создан в соавторстве с Томом Пейером[англ.] и Томом МакКро[англ.].
- Третья из Crimson Avenger[англ.] — персонаж DC Comics, подобно оригинальному El Diablo является мелким духом возмездия (англ. Spirit of Vengeance). Обладает способностями к телепортации и неосязаемости. Выглядит как афро-американская женщина, носит имя Джил Карлайл (англ. Jill Carlyle). Эта инкарнация супергероя была создана в соавторстве с Джеффом Джонсом и появляется в выпусках серии «Stars and S.T.R.I.P.E.».
- Tar Pit[англ.] - суперзлодей DC Comics, созданный в соавторстве с Джеффом Джонсом. Во время отбывания тюремного заключения за вооруженное ограбление, обнаруживает в себе сверхчеловеческую способность проецировать своё сознание в неодушевлённые предметы и управлять ими. Впервые появляется во «Флэш» (том 2) #174, выпущенном в июле 2001 года.

## Избранная библиография

### Marvel Comics
| - Excalibur (том 1) #59-60 (1992 — 1993) - Amazing Spiderman Annual #26-27 (1992 — 1993) - Нэмор #40 (1993) - Avengers: West Coast Annual #8 (1993) - Соколиный глаз (том 2) #1 (1994) - The Amazing Spider-Man #438 (1998) - Существо: Freakshow #1-4 (2002) - Hulk/Wolverine: Six Hours #1-3 (2003) - Мстители (том 3) #72-75, 81-84 (2003 — 2004) - Spider-Man Unlimited (том 3) #3 (2004) - Marvel Team-Up (том 3) #1-7, 9-10 (2005) | - Avengers: Earth’s Mightiest Heroes #8 (2005) - Thor: Blood Oath #1-6 (2005 — 2006) - Женщина-Халк (том 2) #4 (2006) - Annihilation: Prologue #1 (2006) - Stan Lee Meets The Thing #1 (2006) - Beyond! #106 (2006 — 2007) - Wolverine (том 2) #57 (2007) - Ultimate Fantastic Four #39-41 (2007) - Omega Flight #1-5 (2007) - Annihilation: Вестники Галактуса #2 (2007) - Wolverine: Firebreak #1 (2008) |

### DC Comics
| - Зелёный Фонарь (том 2) #42, 47 (1993) - Legion #52 (1993) - Superboy (том 3) #54-55 (1998) - Legion of Superheroes (том 4) #115, 118—121 (1999) - Legion of Superheroes Secret Files #2 (1999) - Secret Origins of Super Villains 80 Page Giant (1999) - Sins of Youth: Wonder Girls #1 (2000) - Юная Лига Справедливости #22 (2000) - Флэш (том 2) #160, 170—188, 191—195, 197—200 (2000, 2001) — 2003) - Stars and S.T.R.I.P.E. #9-11 (2000) - Чудо-женщина #160-161 (2000) - Legends of the DC Universe 80 Page Giant #2 (2000) - Silver Age Justice League of America #1 (2000) - Flash Secret Files and Origins #3 (2001) - Legends of the DC Universe #37-38 (2001) - JLA-Z #1 (2003) | - JLA/JSA Secret Files #1 (2003) - Superman/Batman Annual #2 (2008) - Countdown to Final Crisis #5, 2-1 (2008) - The Brave and the Bold (том 3) #14-16 (2008) - Final Crisis: Rogues’ Revenge #1-3 (2008) - Faces of Evil: Solomon Grundy #1 (2009) - Соломон Гранди #1-7 (сценарист и художник, 2009) - Superman/Batman #64, 66-67 (сценарист и художник, 2009 - 2010) - Blackest Night: Flash #1-3 (2009 - 2010) - Magog #11-12 (сценарист и художник, 2010) - The Flash: Secret Files and Origins 2010 #1 (2010) - DC Universe: Legacies #1-10 (2010 - 2011) - DC Holiday Special 2009 #1 (сценарист и художник, 2010) - Бэтмен #700 (2010) - Detective Comics #863 (2010) |

### Dark Horse
- BPRD: Night Train #1 (2003)